# Apex (North Carolina)
Apex ist eine Town in Wake County in North Carolina nahe der Stadt Raleigh. Das U.S. Census Bureau ermittelte bei der Volkszählung 2020 eine Einwohnerzahl von 58.780.
2015 wurde Apex zum Ort mit der höchsten Lebensqualität in den Vereinigten Staaten gewählt.

## Geschichte
In der vorkolonialen Zeit wurde das Gebiet der Stadt vom Stamm der Tuscarora bewohnt. Im späten 19. Jahrhundert entwickelte sich eine kleine Gemeinschaft rund um den Bahnhof. Die Wälder wurden für Ackerland gerodet, das zu einem großen Teil für den Tabakanbau genutzt wurde. Da Apex in der Nähe der Landeshauptstadt lag, wurde es zu einem Handelszentrum. Die Eisenbahn transportierte Produkte wie Holz, Teer und Tabak. Apex wurde 1873 offiziell als Gemeinde gegründet. Im Jahr 1900 hatte der Ort 349 Einwohner. 2018 wurde die Einwohnerzahl auf 53.852 geschätzt.

## Demografie
Zum Zeitpunkt der Volkszählung von 2010 wohnten 37.476 Personen in 13.225 Haushalten und 9.959 Familien in der Stadt. Die Bevölkerungsdichte betrug 2.437,9 Personen pro Quadratmeile. Es gab 13.922 Wohneinheiten mit einer durchschnittlichen Dichte von 905,8 Einheiten pro Quadratmeile. Die ethnische Zusammensetzung der Stadt bestand zu 80 % aus Weißen, zu 8 % aus Afroamerikanern, zu 7 % aus Asiaten, zu 3 % aus anderen Ethnien und zu 3 % aus Personen mit zwei oder mehr Ethnie. Hispanoamerikaner oder Latinos jeglicher Ethnie machten 7 % der Bevölkerung aus.
Die Armutsquote lag 2017 bei 5 % und damit unterdurchschnittlich hoch. Hauspreise und Durchschnittseinkommen lagen über dem nationalen Durchschnitt.

## Wirtschaft
Eine Phase des Bevölkerungsbooms fand vor allem seit den späten 1990er Jahren statt. Der Research Triangle Park, der in den 1960er Jahren gegründet wurde, schuf eine starke Nachfrage nach Technologiearbeitern, wobei Apex von der Nähe zu Raleigh profitierte. Neben Forschung und Entwicklung spielt auch der Anbau und die Verarbeitung von Tabak eine bedeutende Rolle.